# Chemerina andalusica
Chemerina andalusica là một loài bướm đêm trong họ Geometridae.